# Larry King
Lawrence Harvey Zeiger (Brooklyn, Nueva York, 19 de noviembre de 1933-Los Ángeles, California, 23 de enero de 2021), más conocido como Larry King, fue un periodista y escritor estadounidense. Conocido internacionalmente entre 1985 y 2010 con su programa nocturno de entrevistas Larry King Live, emitido por la cadena televisiva CNN.

## Biografía

### Primeros años
King, nacido Lawrence Harvey Zeiger, era hijo de la unión de Jennie Gitlitz, una costurera, y Edward Zeiger, dueño de un restaurante y empleado en una planta de defensa. Fue criado en una familia "culturalmente judía". Su padre falleció a los 44 años de un ataque al corazón cuando King tenía 9 años, y su madre tuvo que acudir a los servicios sociales en busca de ayuda para Larry y su hermano menor. La muerte de su padre afectó mucho a King hasta el punto que perdió su interés por la escuela, malgastando así la oportunidad de ir a la universidad. Tras acabar la educación secundaria, se puso a trabajar para ayudar a mantener a su familia. Siendo veinteañero, King trabajó como chico de los recados para UPS y pensó que nunca trabajaría en la radio, con lo que ya comenzaba a soñar.

### Radio Miami
Un buscador de talentos para la CBS, a quien King conoció de pura casualidad, le dijo que fuera a Florida, donde había mercado para medios de comunicación que se encontraban en auge y en el que había vacantes para gente de radio con poca experiencia. King no se lo pensó dos veces y tomó un autobús para Miami. Tras algunos problemas iniciales, obtuvo su primer trabajo en la radio gracias a su tenaz persistencia. Una pequeña emisora, WIOD en Miami Beach, Florida, le ofreció contrato para limpiar y realizar tareas menores. King salió finalmente en antena para rellenar el hueco que había dejado un locutor local que se había dado de baja. Su primera emisión radiofónica fue el 1 de mayo de 1957, cuando trabajó como disc jockey de 9 de la mañana hasta mediodía. También hizo dos noticieros y una retransmisión deportiva. Su sueldo era de cincuenta y cinco dólares a la semana. Tomó el nombre Larry King cuando el director general le dijo que Zeiger era algo étnico y difícil de recordar, a lo que le sugirió el apellido King, que había visto en un anuncio de Licor Mayorista King en The Miami Herald. Empezó haciendo entrevistas en un programa de media mañana para WIOD, en el restaurante Pumpernik's en Miami Beach. Su trabajo consistía en entrevistar a quienquiera que se encontrara caminado por la zona. Su primera entrevista fue a una camarera del propio restaurante. Dos días después, el cantante Bobby Darin, que se encontraba en Miami para dar un concierto, entró en Pumpernick's para estar en el show de King, siendo la primera celebridad entrevistada por King.
Su show de Radio Miami lo convirtió en una estrella local. Pocos años después, en mayo de 1960, presentó Miami Undercover, que se salía a antena los domingos a las 23:30 por el canal 10 de WPST-TV (en la actualidad WPLG). En el show, King era moderador de debates sobre asuntos importantes de la época. WIOD le dio a King mayor exposición como el analista de color de las presentaciones de los Miami Dolphins durante su temporada perfecta de 1972.

### Problemas legales
A comienzos de los 70 estuvo involucrado en problemas legales relacionados con dinero. Fue detenido el 20 de diciembre de 1971 y acusado de latrocinio. Los cargos partían de un acuerdo hecho con Louis Wolfson, quien estuvo condenado en 1968 por vender productos no registrados.
Las circunstancias de lo ocurrido entre ambos no están del todo claras. King, según su versión, le dijo a Wolfson que podía conseguir una investigación especial por John Mitchell, el fiscal general entrante, para trabucar la condena. Wolfson aceptó y le pagó a King cuarenta y ocho mil dólares, quien jamás cumpliría lo prometido, ni tampoco devolvería el dinero a Wolfson. Cuando este fue puesto en libertad, se dedicó a perseguir a King, pues mantenía que King sirvió como intermediario entre Wolfson y el Fiscal del Distrito de Nueva Orleans, Jim Garrison, quien estaba investigando el asesinato del presidente Kennedy, y necesitaba aumentar los fondos para continuar con la investigación. Wolfson ofreció pagarle $25000 en patrocinio de la investigación. El plan acordado era que Wolfson le daría a Larry King un dinero (cerca de $5000 por visita), y se suponía que este le daría el dinero a Richard Gerstein, el Fiscal del Condado de Dade, en Florida y este a su vez le transferiría el dinero a Garrison. Esto duró uno o dos años. Wolfson finalmente se dio cuenta de que no todo el dinero que le había dado a King le había llegado a Garrison. El cargo por latrocinio fue retirado debido a que el estatuto de limitaciones ya había vencido. Sin embargo, King nunca respondió a ninguno de los 14 cargos que se le imputaban por los cheques recibidos de Wolfson. A consecuencia de tales tejemanejes legales, a King se le apartó de la redifusión durante tres años, periodo en el que realizó varios trabajos. Fue el director en Louisiana Downs, una pista de carreras en Luisiana y escribió algunos artículos para la revista Esquire, incluyendo un artículo importante sobre el mariscal de campo de los New York Jets, Joe Namath.

### Regreso a la radio y televisión

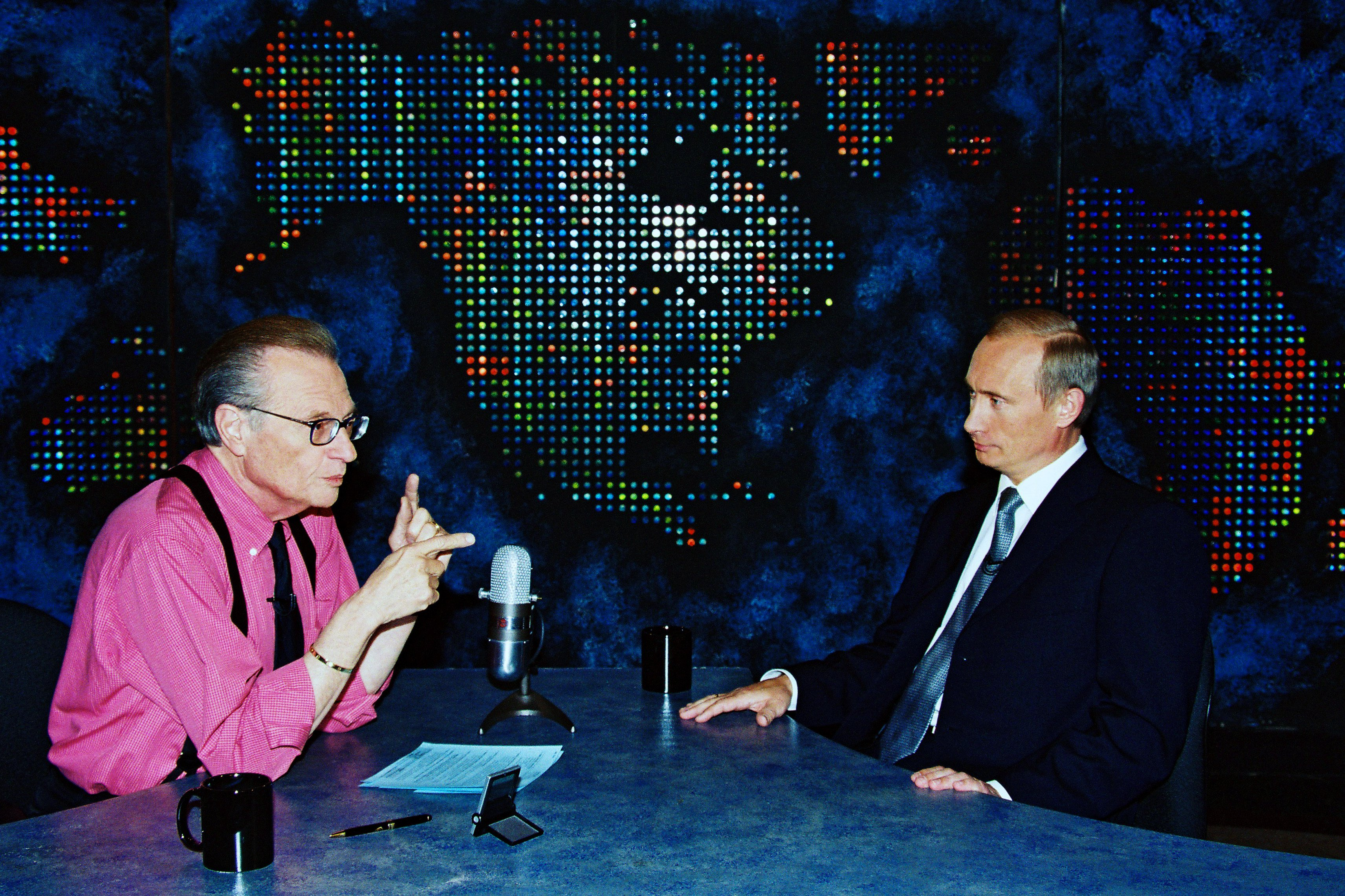
King entrevistando a Vladímir Putin, 8 de septiembre de 2000.

King aceptó volver a la radio y fue el analista de color de las presentaciones de los Shreveport Steamer en la Liga Mundial de Fútbol, en KWKH. Finalmente, fue contratado de nuevo por WIOD en Miami. En 1978, emitió un programa a nivel nacional, heredando un espacio en el programa de tertulias nocturno de Mutual Radio Network, que se retransmitía costa a costa y cuyo pionero fue Herb Jepko, realizada por "Long John" Nebel hasta su muerte. Una de las razones por las que King consiguió este puesto en Mutual fue que en el pasado había sido locutor de WGMA-AM en Hollywood, Florida, que luego fue propiedad de C. Edward Little, quien posteriormente llegaría ser presidente de Mutual y sería quien contrataría a King tras el fallecimiento de Nebel. El programa de King en Mutual se hizo con una audiencia de fieles seguidores.
Era presentado en vivo de lunes a viernes, e iba de medianoche a 5:30 a. m. (hora del Este). King entrevistaba a un invitado los primeros noventa minutos, permitiendo a los oyentes que llamaban al programa continuar con la entrevista otros noventa minutos. A las 3:00 a. m., King dejaba a tales oyentes debatir con él cualquier tema que quisieran exponer hasta que la conclusión del programa, en la que King siempre daba sus propias opiniones políticas. Ese segmento se llamaba "Open Phone America" (en español "Teléfono Abierto América"). Algunos de los que llamaban eran "The Portland Laugher", "The Miami Derelict", "The Todd Cruz Caller",[cita requerida] "The Scandal Scooper" y "The Water is Warm Caller".[cita requerida] El programa tuvo bastante éxito, teniendo en sus principios 28 afiliados para luego crecer y tener más de quinientos. Estuvo en antena hasta 1994.

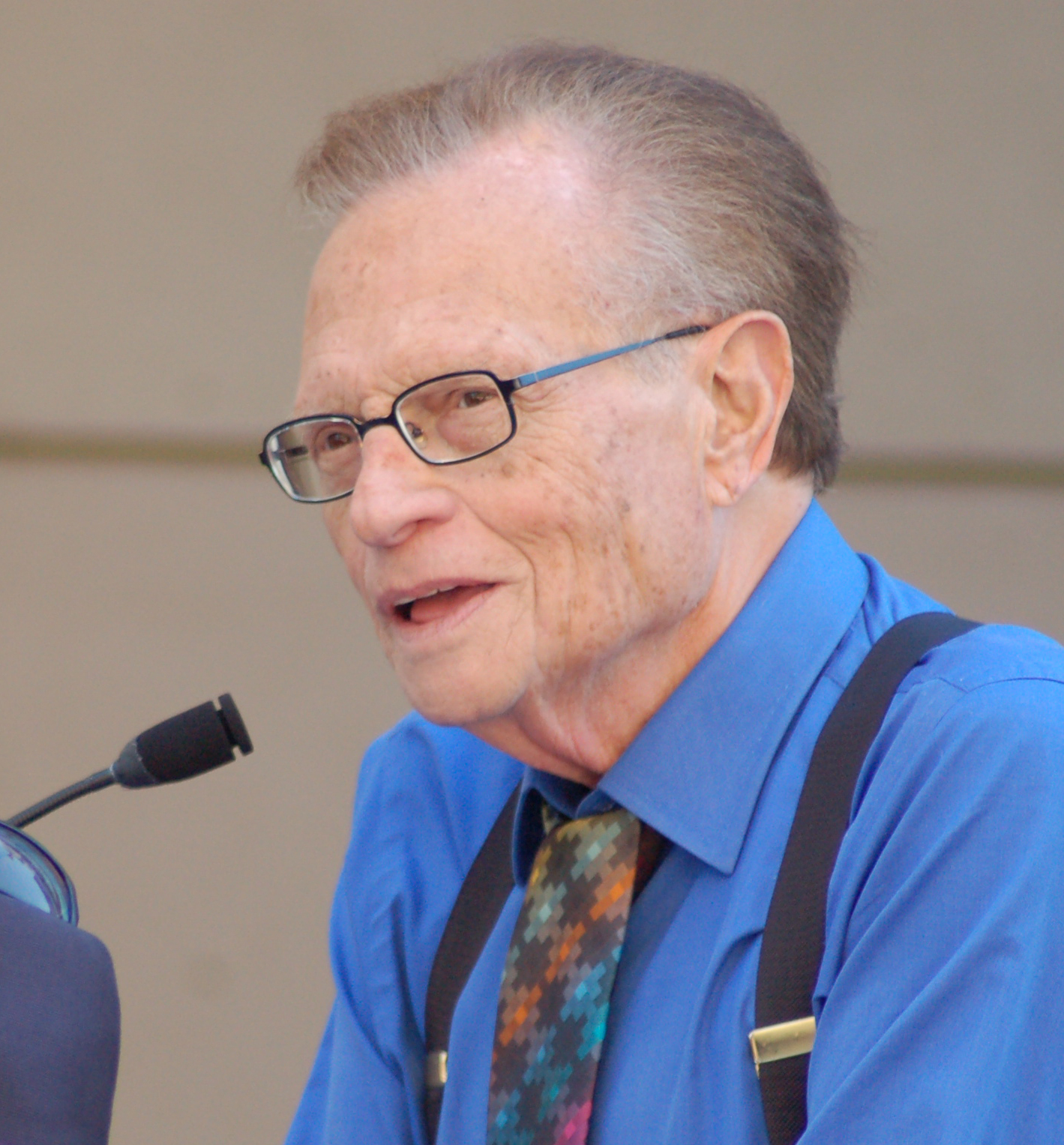
King en septiembre de 2010.

En el programa en su último año fue movido a horario de mañana pero, debido a que la mayor parte de las emisoras radiofónicas tenían una política establecida de horario local (3:00 a 6:00 p. m. hora del Este) en el momento en que Mutual propuso el programa, un porcentaje muy bajo de oyentes nocturnos continuaron escuchándolo, por lo que imposibilitó que el programa generara el mismo número de oyentes. El programa matutino fue finalmente dado a David Brenner y los oyentes de la radio tuvieron la opción de ver el próximo programa de King en CNN, que comenzó en junio de 1987, y la radio Westwood One se encargó de la emisión simultánea del mismo.
En el programa Larry King Live, King presentaba invitados para debatir un extenso rango de temas, entre quienes se incluían figuras polémicas en teorías conspirativas sobre ovnis y supuestos psíquicos. Una invitada notable fue Sylvia Browne, que en 2005 dijo a Newsweek que Larry King, que era creyente de lo paranormal, le había pedido a Browne cita privada para una sesión psíquica con ella. En el 2000, realizó una entrevista a Vladímir Putin quien, preguntado acerca de lo sucedido en la reciente tragedia del naufragio del submarino K-141 Kursk, respondió sonriente con la célebre frase "Se hundió". En 2017, el periodista regresó a la televisión para hacer su programa Larry King Now.
A diferencia de muchos entrevistadores, Larry King tenía una cercanía directa y evitaba la confrontación. Su estilo de entrevista fue característicamente franco y serio, pero con ocasionales estallidos de irreverencia y humor. Su cercanía atrajo a algunos invitados al programa que de lo contrario no habrían venido. King, que era conocido por su falta de preparación previa para entrevistar a sus invitados, una vez alardeó que jamás relee los libros de los autores que aparecen en su programa. En un show dedicado a los miembros de The Beatles aún en vida, King le preguntó a la viuda de George Harrison acerca de la canción Something que fue escrita sobre la primera esposa del cantante, de lo que King quedaría muy sorprendido cuando ella le dijo que no conocía demasiado dicha canción.
King entrevistó a muchas de las figuras líderes de su época. CNN sostiene que el presentador realizó más de 40.000 entrevistas en toda su trayectoria profesional.

### Infarto de corazón
El 27 de febrero de 1987, King sufrió un grave infarto y posteriormente se sometió a una quíntuple cirugía de baipás. Casualmente, esto tuvo lugar el día después de que Larry King tomara el control de Don and Mike Show. Fue un episodio médico que cambiaría su vida. El cigarrillo fue una de sus marcas registradas y no estaba arrepentido de ser fumador. King solía fumarse tres cajetillas diarias y acostumbraba a dejar un cigarrillo encendido durante las entrevistas para no tener que tomarse el tiempo para hacerlo durante los descansos. Casualmente promovió dejar de fumar a fin de reducir el riesgo de enfermedades cardiovasculares.
King escribió dos libros sobre vivir con cardiopatía. Mr. King, You're Having a Heart Attack: How a heart attack and bypass surgery changed my life (1989, ISBN 0-440-50039-7) fue escrito con el editor de ciencia del New York's Newsday, B. D. Colen. Taking on Heart Disease: Famous Personalities Recall How They Triumphed Over the Nation's #1 Killer and How You Can, Too (2004, ISBN 1-57954-820-2) muestra la experiencia de varias celebridades con enfermedades cardiovasculares, incluyendo a Peggy Fleming y Regis Philbin.

### Court TV
King comenzó su carrera en Court TV en 1991. Colaboró en la presentación del programa King & Chung Nightly y trabajó como corresponsal para la red hasta 1992. Desde que se fue, mantuvo el título de «colaborador de Court TV». Simultáneamente daba sus comentarios en juicios en el programa de Court TV Banfield & Ford: CourtSide.

## Filantropía
A consecuencia de sus infartos, estableció la Fundación Cardiaca Larry King, una organización en la que David Letterman, a través de su Fundación Americana de Cortesía y Acicalado, también contribuía. King donó 1 millón de dólares a la Escuela de Medios de comunicación y Asuntos Públicos de la Universidad George Washington para dar becas a estudiantes socialmente desfavorecidos.
El 3 de septiembre de 2005, King transmitió, "How You Can Help," un especial de tres horas concebido para proporcionar un foro e información de la cámara compensadora al público para recabar y unir esfuerzos para ayudar al país y al mundo. Esto tuvo lugar tras la devastación de la Costa del Golfo por el Huracán Katrina. El invitado Richard Simmons, un nativo de Nueva Orleans, le dijo, "Larry, ni siquiera sabes cuánto dinero recaudaste hoy. Cuando reconstruyamos la ciudad de Nueva Orleáns, vamos a nombrar algo importante con tu nombre."

## Fallecimiento
A finales de diciembre de 2020 fue ingresado en el hospital Centro Médico Cedars-Sinaí de Los Ángeles por COVID-19, comunicándose además que era una persona de alto riesgo al tener diabetes mellitus tipo 2 y haber padecido varios infartos, cáncer de pulmón y angina, una enfermedad causada por la reducción del flujo sanguíneo al corazón.
Falleció el 23 de enero de 2021 a los 87 años de edad. El comunicado oficial no recogió la causa de su muerte. Los medios de comunicación señalaron que murió tras una dura batalla contra el COVID-19. A la semana su esposa, Shawn King, explicó que, aunque Larry King fue hospitalizado cuando fue diagnosticado de COVID-19, había fallecido a consecuencia de una infección, sepsis, y no por causa del COVID-19.

## Polémicas
El 10 de septiembre de 1990, en The Joan Rivers Show que presentaba Joan Rivers, a King le preguntaron qué concursante del desfile fue "la más fea", a lo que él respondió: Miss Pennsylvania, que era una de las 10 finalistas y había realizado una gran ventriloquia [...] El muñeco era más lindo". King formó parte del jurado del certamen, celebrado el 8 de septiembre de 1990. Posteriormente, King enviaría a Miss Pennsylvania, Marla Wynne, una docena de rosas y un telegrama de disculpas por haber dicho que era la concursante más fea en el certamen de Miss América de ese año.
El 23 de septiembre de 2004, John Clark demandó a King y a CNN tras la transmisión de una entrevista con su exesposa, Lynn Redgrave. Clark argumentó que fue difamado por las declaraciones en los mensajes mostrados en la parte inferior de la pantalla, y que el programa, que había sido pregrabado, no le permitió la oportunidad de aparecer en él para defenderse. Los tribunales no permitieron el pleito tras fallar que no fue difamado. Dos años después, el tribunal de apelaciones de los Estados Unidos por el Noveno Circuito, basado en San Francisco, descartó la apelación presentada por Clark.

## Vida personal
King estuvo casado siete veces, con seis mujeres diferentes:
- Shawn Southwick, esposa hasta 2019
  - Se casaron el 5 de septiembre de 1997 en una ceremonia judío-mormona.
    - Hijo, Chance Armstrong King  (nacido el 9 de marzo de 1999)
    - Hijo, Cannon Edward King (nacido el 22 de mayo de 2000)
    - Hijastro, Danny Southwick (nacido en 1981)
- Julie Alexander
  - Contrajeron matrimonio el 7 de octubre de 1989 (divorciados en 1992)
  - Demandada por difamación, caso establecido en 1994
- Sharon Lepore
  - Fecha de casamiento, 1976 (divorciados en 1984)
- Alene Akins, antigua conejita Playboy
  - Se casaron en 1967 (divorciados por segunda vez en 1972)
    - Hija, Chaia (nacida en 1967)

  - Se unieron en matrimonio en 1961 (divorciados en 1963)
    - Hijo adoptado, Andy King (del primer casamiento con Akins)
- Mickey Sutphin
  - Fecha de casamiento, 1963 (divorciados en 1967)
    - Hija, Kelly (Adoptada por el siguiente esposo de Sutphin)
      - Actualmente separada de King
- Frada Miller (casados tras acabar la educación secundaria)
  - Fecha de casamiento, 1952 -? (anulado)

También tuvo relaciones con Angie Dickinson (de 1983 a 1988); Deanna Lund (1996-?) y Rama Fox (1992-1995). Tiene otro hijo, Larry King, Jr. (nacido en 1962), cuya madre no estuvo casada con King.

## Filmografía
- Ghostbusters (8 de junio de 1984)
- Eddie and the Cruisers II: Eddie Lives! (18 de agosto de 1989)
- Crazy People (13 de abril de 1990)
- The Exorcist III (17 de agosto de 1990)
- Dave (7 de mayo de 1993)
- We're Back! A Dinosaur's Story (24 de noviembre de 1993)
- Open Season (3 de mayo de 1996)
- The Long Kiss Goodnight (11 de octubre de 1996)
- Contact (11 de julio de 1997)
- An Alan Smithee Film: Burn Hollywood Burn (29 de septiembre de 1997)
- The Jackal (14 de noviembre de 1997)
- Primary Colors (20 de marzo de 1998)
- Bulworth (15 de mayo de 1998)
- Enemy of the State (16 de noviembre de 1998)
- The Kid (25 de junio de 2000)
- The Contender (10 de septiembre de 2000)
- America's Sweethearts (17 de julio de 2001)
- John Q (15 de febrero de 2002)
- Shrek 2 Dorris (voz), (15 de mayo de 2004)
- The Stepford Wives (6 de junio de 2004)
- Mr. 3000 (8 de septiembre de 2004)
- Shrek tercero Dorris (voz), (17 de mayo de 2007)
- Bee Movie Larry King abeja (voz) (28 de octubre de 2007)
- Iron Man 2 personificado por Stan Lee (4 de abril de 2010)
- Shrek Forever After Dorris (voz), (8 de julio de 2010)
- El dictador cameo (16 de mayo de 2012)

## Premios y reconocimientos
King recibió muchos premios de radiodifusión. Ganó el Premio Peabody por Excelencia en radiodifusión por sus programas de radio (1982) y televisión (1992). También ganó 10 premios Cable ACE por Mejor Entrevistador y por mejor Talk Show.
En 1989, King se inició como miembro del Salón de la Fama de la Radio. En 2002, la revista industrial Talkers nombró a King el cuarto mejor presentador de tertulias radiofónicas de todos los tiempos y el mejor presentador de tertulias en televisión de todos los tiempos. King fue la única persona en figurar entre los diez primeros en ambas listas.
King fue un miembro honorario del Club Rotatorio de Beverly Hills. Además, recibió el Premio del Presidente en honor a su impacto en los medios de Los Ángeles Press Club en 2006.
King fue el primer destinatario del Premio Hugh Downs a la Excelencia en Comunicación concedido por la Universidad Estatal de Arizona, que fue presentado el 11 de abril de 2007, vía satélite por el mismo Downs. Downs, el muy respetado locutor y presentador de TV, utilizó tirantes rojos para el evento y cambió roles con King  para hacerle “preguntas muy pensadas” sobre las mejores, peores, más emocionantes y más influyentes entrevistas de King durante sus 50 años en la radiodifusión. El premio es patrocinado por la Escuela Hugh Downs de comunicación Humana en la Universidad Estatal de Arizona.